# USS Riddle (DE-185)
USS Riddle (DE-185) là một tàu hộ tống khu trục lớp Cannon từng phục vụ cùng Hải quân Hoa Kỳ trong Chiến tranh Thế giới thứ hai. Nó là chiếc tàu chiến duy nhất của Hải quân Hoa Kỳ được đặt cái tên này, theo tên Thiếu úy Hải quân Joseph Riddle Jr. (1918-1943), phi công phục vụ cùng Liên đội Hộ tống Tuần tiễu 12, đã tử trận trong một phi vụ ném bom ở phía Bắc quần đảo New Georgia vào ngày 4 tháng 2, 1943 và được truy tặng Huân chương Chữ thập bay Dũng cảm. Nó đã phục vụ cho đến khi chiến tranh kết thúc, xuất biên chế năm 1946, rồi được chuyển cho Hải quân Pháp năm 1950, và tiếp tục phục vụ như là chiếc Kabyle (F718) cho đến năm 1959. Con tàu bị tháo dỡ sau đó. Riddle được tặng thưởng mười hai Ngôi sao Chiến trận do thành tích phục vụ trong Thế Chiến II.

## Thiết kế và chế tạo
Lớp Cannon có thiết kế hầu như tương tự với lớp Buckley dẫn trước; khác biệt chủ yếu là ở hệ thống động lực Kiểu DET (diesel electric tandem). Các động cơ diesel đặt nối tiếp nhau dẫn động máy phát điện để cung cấp điện năng quay trục chân vịt cho con tàu. Động cơ diesel có ưu thế về hiệu suất sử dụng nhiên liệu, giúp cho lớp Cannon cải thiện được tầm xa hoạt động, nhưng đánh đổi lấy tốc độ chậm hơn.
Vũ khí trang bị bao gồm ba pháo 3 in (76 mm)/50 cal trên tháp pháo nòng đơn có thể đối hạm hoặc phòng không, một khẩu đội pháo phòng không Bofors 40 mm nòng đôi và tám pháo phòng không Oerlikon 20 mm. Vũ khí chống ngầm bao gồm một dàn súng cối chống tàu ngầm Hedgehog Mk. 10 (có 24 nòng và mang theo 144 quả đạn); hai đường ray Mk. 9 và tám máy phóng K3 Mk. 6 để thả mìn sâu. Con tàu vẫn giữ lại ba ống phóng ngư lôi Mark 15 21 inch (533 mm). Thủy thủ đoàn đầy đủ bao gồm 15 sĩ quan và 201 thủy thủ.
Riddle được đặt lườn tại xưởng tàu của hãng Federal Shipbuilding and Drydock Company ở Newark, New Jersey vào ngày 29 tháng 7, 1943. Nó được hạ thủy vào ngày 17 tháng 10, 1943, được đỡ đầu bởi bà Anna B. Riddle, và nhập biên chế cùng Hải quân Hoa Kỳ tại Xưởng hải quân New York vào ngày 17 tháng 11, 1943 dưới quyền chỉ huy của Hạm trưởng, Thiếu tá Hải quân Roland H. Cramer.

## Lịch sử hoạt động

### USSRiddle
Sau khi hoàn tất việc chạy thử máy huấn luyện tại khu vực Bermuda và sửa chữa sau chạy thử máy, Riddle lên đường để đi sang khu vực Mặt trận Thái Bình Dương, băng qua kênh đào Panama và đi đến Trân Châu Cảng vào ngày 1 tháng 2, 1944. Nó khởi hành vào ngày 10 tháng 2 trong thành phần Đơn vị Đặc nhiệm 16.11.6 để hướng sang khu vực quần đảo Marshall, nơi nó hoạt động tuần tra chống tàu ngầm tại khu vực Roi-Namur-Kwajalein-Majuro cho đến khi quay trở lại Trân Châu Cảng vào ngày 15 tháng 3.
Sau khi hộ tống cho một đoàn tàu vận tải đi đến Majuro và Manus rồi quay trở về, Riddle tiếp tục hoạt động tại khu vực các quần đảo Marshall và Mariana cho đến tháng 6. Vào ngày 4 tháng 7, tại vị trí cách 110 mi (180 km) về phía Đông Bắc Saipan, đang khi bảo vệ cho hoạt động tiếp nhiên liệu cho Đội đặc nhiệm 50.17, sonar của con tàu đã dò được tín hiệu một tàu ngầm đối phương. Nó đã phối hợp cùng tàu khu trục David W. Taylor (DD-551) để tấn công bằng mìn sâu và súng cối chống tàu ngầm Hedgehog, đánh chìm được tàu ngầm Nhật Bản I-10 tại tọa độ 15°26′B 147°48′Đ / 15,433°B 147,8°Đ.
Riddle tiếp tục hoạt động hộ tống tại khu vực các quần đảo Marshall và Mariana cho đến ngày 1 tháng 9, khi nó quay trở lại đảo Manus. Nó lại lên đường vào ngày 4 tháng 10 trong thành phần hộ tống cho Đơn vị Đặc nhiệm 30.8.16, một đội tàu sân bay hộ tống và tiếp liệu, khởi hành từ Seeadler Harbor để tham gia cuộc đổ bộ lên Leyte, Philippines. Con tàu quay trở lại Manus và tiếp tục hoạt động tại khu vực quần đảo Admiralty và Tây Caroline cho đến đầu tháng 1, 1945. Nó hộ tống một đoàn tàu vận tải đi đến vịnh Leyte vào ngày 14 tháng 1, rồi quay trở lại, tiếp tục nhiệm vụ tuần tra chống tàu ngầm và hộ tống tại khu vực Mariana và Tây Caroline.
Được điều đến khu vực Iwo Jima vào tháng 2, Riddle hoạt động tuần tra phòng không và chống tàu ngầm, đồng thời hộ tống cho nhiều đơn vị hạm đội tham gia trận chiến tại đây. Nó đi đến Saipan vào ngày 5 tháng 3, rồi lên đường vào ngày hôm sau để cùng tàu khu trục Hyman (DD-732) đi sang vịnh Leyte. Con tàu ở lại vịnh San Pedro cho đến ngày 18 tháng 3, khi nó lên đường trong thành phần hộ tống cho Đơn vị Đặc nhiệm 51.7.1 để hướng sang khu vực quần đảo Ryukyu.
Đi đến Kerama Retto, Okinawa vào ngày 26 tháng 3, Riddle đã hoạt động bảo vệ cho nhiều đơn vị khác nhau. Đang khi cùng Lực lượng Đặc nhiệm 51 tuần tra ngoài khơi Okinawa vào ngày 12 tháng 4, nó bị hai máy bay Kamikaze đối phương tấn công. Chiếc thứ nhất bị bắn rơi ngay sát cạnh con tàu; chiếc thứ hai đâm trúng Riddle khiến nó chịu hư hại đáng kể cùng khiến một thành viên thủy thủ đoàn tử trận. Sau khi cứu chữa những người bị thương và sửa chữa các hư hỏng tại Kerama Retto, nó lên đường vào ngày 16 tháng 4 để hộ tống một đoàn tàu vận tải đi đến Saipan.
Quay trở lại Okinawa một lần nữa vào ngày 1 tháng 5, Riddle đám nhiệm vai trò tuần tra và hộ tống cho đến ngày 15 tháng 6, khi nó lên đường hướng đến vịnh Leyte. Đến nơi vào ngày 18 tháng 6, nó thả neo tại vịnh San Pedro cho đến ngày 1 tháng 7, rồi tham gia thực hành tác xạ cùng với tàu tuần dương hạng nặng Salt Lake City (CA-25) từ ngày 2 đến ngày 4 tháng 7. Khởi hành vào ngày 5 tháng 7, nó tháp tùng để bảo vệ cho tàu sân bay hộ tống Shamrock Bay (CVE-84) trong hành trình đi Guam và Hawaii, đi đến Trân Châu Cảng vào ngày 19 tháng 7.
Quay trở về vùng bờ Tây, Riddle đi đến San Pedro, California để được đại tu; công việc này vẫn đang được thực hiện khi Nhật Bản chấp nhận đầu hàng vào ngày 15 tháng 8 giúp kết thúc cuộc xung đột. Đến ngày 13 tháng 11, nó lên đường để đi sang vùng bờ Đông Hoa Kỳ, băng qua kênh đào Panama, rồi đi đến Norfolk, Virginia vào ngày 29 tháng 11. Vào ngày 31 tháng 12, con tàu đi đến Green Cove Springs, Florida để chuẩn bị ngừng hoạt động, rồi được cho xuất biên chế vào ngày 8 tháng 6, 1946.

### Kabyle(F718)
Riddle bị bỏ không trong thành phần dự bị cho đến khi được chuyển cho Pháp vào ngày 12 tháng 8, 1950 trong khuôn khổ Chương trình Viện trợ Quân sự. Tên nó được cho rút khỏi danh sách Đăng bạ Hải quân Hoa Kỳ vào ngày 26 tháng 9, 1950. Nó phục vụ cùng Hải quân Pháp như là chiếc Kabyle (F718) cho đến khi ngừng hoạt động và bị tháo dỡ vào năm 1965. Cũng có nguồn thông tin khác cho rằng con tàu đã bị tháo dỡ vào năm 1959.

## Phần thưởng
Riddle được tặng thưởng mười hai Ngôi sao Chiến trận do thành tích phục vụ trong Thế Chiến II.
|                                                       |  |  |
| Silver star · Silver star · Bronze star · Bronze star |  |  |

| Dãi băng Hoạt động Tác chiến (truy tặng)                                 | Dãi băng Hoạt động Tác chiến (truy tặng) | Huân chương Chiến dịch Hoa Kỳ        | Huân chương Chiến dịch Hoa Kỳ                  |
| Huân chương Chiến dịch Châu Á-Thái Bình Dương với 12 Ngôi sao Chiến trận | Huân chương Chiến thắng Thế Chiến II     | Huân chương Chiến thắng Thế Chiến II | Huân chương Giải phóng Philippine (Philippine) |